# Sonković
Sonković falu Horvátországban Šibenik-Knin megyében. Közigazgatásilag Skradinhoz tartozik.

## Fekvése
Šibenik központjától légvonalban 13, közúton 23 km-re, községközpontjától 7 km-re északnyugatra, Dalmácia középső részén, az A1-es autópálya északi oldalán fekszik. A faluból délnyugatra szép kilátás nyílik a Prukljansko- (vagy másképpen Prokljana-) tóra és a sziklás, de termékeny Gudučára a madárrezervátummal, valamint az azonos nevű patakra, mely ezen a területen átfolyva a tóba ömlik. A Prukljansko-tavon található a Stipanac szigetecske Gavanovi dvori romjaival és a római vízvezeték az "Implecusa" maradványaival, mely a Kaštel nevű településrész alatti Sonković-forrásból szállította ide a vizet. Mióta ez a forrás ismert még sohasem jegyezték fel róla hogy kiszáradt volna.

## Története
A Prukljansko-tavon található, a településhez tartozó a Stipanac sziget már a római korban lakott volt. A tó vizéből helyenként ókori falmaradványok állnak ki, melyeket a nép Gavanovi dvorinak nevez és számos helyi legenda fűződik hozzájuk. A falu története a középkorban kezdődik, amikor birtokosa és egyben névadója a Sonković család felépíttette itteni várát. A településnek ebben az időben önálló plébániája is volt, a Matići nevű településrészen ma is látható a középkori plébániaház. A török 1523-ban foglalta el a közeli várakat. 1528-ban megalapították a Sonkovići náhijét, ezzel a település török közigazgatási központ lett. A török uralom a 17. század végén ért véget, mely után velencei uralom következett. Ezután a Boszniából 1686 és 1689 között pravoszláv vlach lakosság települt be. A katolikusok a török kiűzése után 1735-ig a skradini és a krkovići plébániákhoz, majd ezután 1876-ig a vaćani plébániához tartoztak. Ezt követően a mai napig a piramatovici plébánia hívei. A falu 1797-ben a Velencei Köztársaság megszűnésével a Habsburg Birodalom része lett. 1806-ban Napóleon csapatai foglalták el és 1813-ig francia uralom alatt állt. Napóleon bukása után ismét Habsburg uralom következett, mely az első világháború végéig tartott. A településnek 1857-ben 300, 1910-ben 520 lakosa volt. Az I. világháború után rövid ideig az Olasz Királyság, ezután a Szerb-Horvát-Szlovén Királyság, majd Jugoszlávia része lett. 1991-ben lakosságának 51 százaléka pravoszláv szerb, 44 százaléka katolikus horvát volt. A délszláv háború során elfoglalták a szerb felkelők és a Krajinai Szerb Köztársasághoz csatolták. A szerb agressziónak hat halálos áldozata volt. 1995 augusztusában a „Vihar” hadművelet során foglalta vissza a horvát hadsereg. A településnek 2011-ben 336 lakosa volt.

## Lakosság
| Lakosság változása | Lakosság változása | Lakosság változása | Lakosság változása | Lakosság változása | Lakosság változása | Lakosság változása | Lakosság változása | Lakosság változása | Lakosság változása | Lakosság változása | Lakosság változása | Lakosság változása | Lakosság változása | Lakosság változása | Lakosság változása |
| ------------------ | ------------------ | ------------------ | ------------------ | ------------------ | ------------------ | ------------------ | ------------------ | ------------------ | ------------------ | ------------------ | ------------------ | ------------------ | ------------------ | ------------------ | ------------------ |
| 1857               | 1869               | 1880               | 1890               | 1900               | 1910               | 1921               | 1931               | 1948               | 1953               | 1961               | 1971               | 1981               | 1991               | 2001               | 2011               |
| 300                | 0                  | 381                | 408                | 477                | 520                | 670                | 664                | 811                | 915                | 937                | 897                | 751                | 695                | 303                | 336                |

## Nevezetességei
- A közeli kis Stipanac-szigeten középkori templomocska romjai láthatók. 1980-ig egy római vízvezeték boltíve is látható volt itt, amíg egy tűzoltó repülőgép vízibombájával meg nem semmisítette. Apály idején egy több mint egy kilométer hosszú, egészen a szigetig érő ókori töltés maradványa bukkan ki a víz alól.[4] A Prokljana-tónak ez az egyetlen szigete, hosszúsága 110 méter, szélessége 60 méter és mindössze 3 méterrel emelkedik ki a tengerből.
- Sonković középkori várából máig fennmaradt a torony romja, mely több emeletnyi magasságban áll.
- A temetőben áll a középkori eredetű Szent Márk templom, melyet a délszláv háború idején a szerbek felrobbantottak. A háború után eredeti helyén építették újjá.
- Boldog Alojzije Stepinac tiszteletére szentelt római katolikus temploma 1999-ben épült.
- A faluban emlékművet állítottak a délszláv háború idején meggyilkolt hat polgári áldozatnak.
- A Sonković-forrás már ősidők óta a ellátja a település ivóvízzel. Az ókorban innen római vízvezeték vezetett a Stipanac-szigetre.

## Fordítás
Ez a szócikk részben vagy egészben  a   Sonković című horvát Wikipédia-szócikk ezen változatának fordításán alapul.  Az eredeti cikk szerkesztőit annak laptörténete sorolja fel. Ez a jelzés csupán a megfogalmazás eredetét és a szerzői jogokat jelzi, nem szolgál a cikkben szereplő információk forrásmegjelöléseként.